# Dobitschen
Dobitschen est une commune allemande de l'arrondissement du Pays-d'Altenbourg en Thuringe. Elle fait partie de la Communauté d'administration du pays d'Altenbourg.

## Géographie

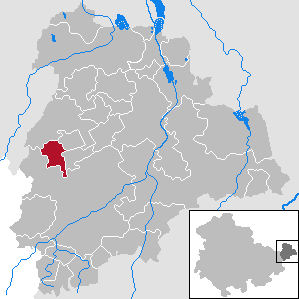
Situation de la commune (en rouge) dans l'arrondissement d'Altenbourg

Dobitschen est située à 10 km à l'ouest d'Altenbourg. Elle est composée du village de Dobitschen et de trois autres quartiers  : 
- Meucha ;
- Pontewitz ;
- Rolika.

Communes limitrophes (en commençant par le nord et dans le sens des aiguilles d'une montre) : Altkirchen, Drogen, Göllnitz, Lumpzig, Mehna et Starkenberg.

## Histoire
Dobitschen est un village de fondation slave. Son nom dérive du mot sorabe dobry signifiant bon. Il est écrit sous les formes de Doberschen ou Dobrezhen jusqu'à la fin du XIVe siècle.
Un manoir et une église y sont édifiés en 1204 par Heinrich von Dobitschen. En 1390, un nommé Hans von Dobsczehn est maire d'Altenbourg.
La famille de Dobitschen s'éteint à la fin du XVIe siècle et le village devient un fief des Bachoff von Echt, ce qu'il sera jusqu'en 1945.
Le village a appartenu au duché de Saxe-Altenbourg (cercle oriental, Ostkreis). Après l'abdication du dernier duc en 1920, la commune est intégrée au nouveau land de Thuringe (arrondissement d'Altenbourg).
À l'époque de la RDA, la commune a appartenu au cercle de Schmölln et au district de Leipzig. En 1990, elle rejoint le nouvel arrondissement d'Altenbourg.
Les communes de Meucha, Pontewitz et Rolika ont été incorporées au territoire de Dobitshen.

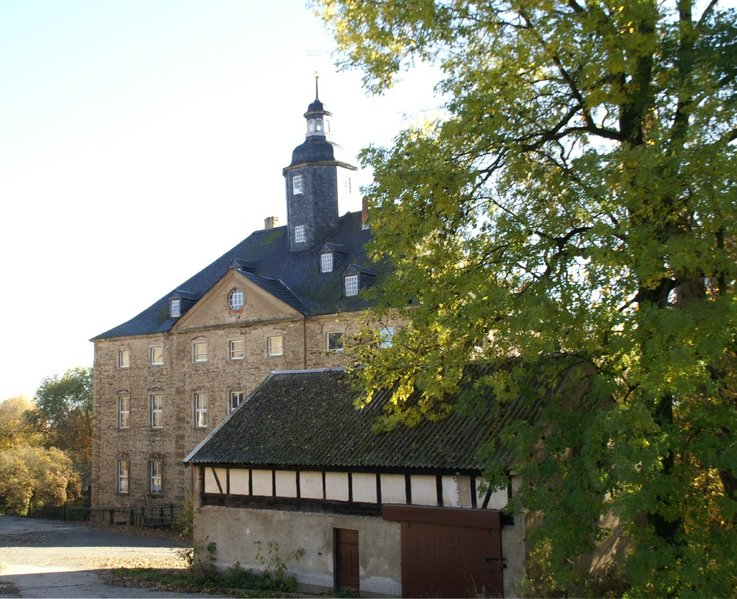
Le manoir de Dobitschen

## Démographie
Commune de Dobitschen dans ses limites actuelles : 
| 1900 | 1933 | 1939 | 1995 | 2000 | 2005 | 2010 |
| ---- | ---- | ---- | ---- | ---- | ---- | ---- |
| 902  | 916  | 817  | 660  | 633  | 558  | 505  |